# Burg Ligist
Die Burgruine Ligist, auch Alt-Ligist und Lubgast genannt, ist die Ruine einer Höhenburg auf einem Ausläufer des Wartensteins im Nordosten der Marktgemeinde Ligist in der Steiermark in Österreich. Die Geschichte der Burg reicht bis zum Ende des 12. Jahrhunderts zurück, als sie vermutlich von Eppensteiner Dienstmannen zum Schutz der Handelsstraße nach Kärnten errichtet wurde. Unter ihrem Schutz gedieh auch der Ort Ligist, der 1464 durch Kaiser Friedrich III. die Marktrechte verliehen bekam. Ab der ersten Hälfte des 13. Jahrhunderts saßen die Lubgaster auf der Burg, ehe diese mit Beginn des 14. Jahrhunderts an die mit ihnen verwandten Herren von Saurau überging. Unter den Saurau wurde während der Renaissance die Burg umgebaut, ehe im 17. und 18. Jahrhundert die Verschuldung der Herrschaft zunahm. Ab 1783 wohnten die Saurau auf dem zum Schloss Ligist ausgebauten ehemaligen Meierhof der Burg. Die Burg selbst galt bereits als baufällig und wurde durch einquartierte Truppen Napoleon Bonapartes weiter zerstört. Nach dem Einsturz von Gebäudeteilen wurde die Burg ab 1820 dem Verfall preisgegeben. Nach dem Aussterben der Saurau kam sie an die Grafen von Goess, ehe sie 1928 in den Besitz des Souveränen Malteserordens gelangte, dem sie heute noch gehört. Zwischen 1975 und 2011 wurde das Bauwerk vom eigens dafür gegründeten Burgverein Ligist instand gehalten.
Die Burg wurde in drei bis vier Bauphasen errichtet, wobei die ältesten Teile aus dem späten 12. und frühen 13. Jahrhundert, die jüngsten aus dem 16. oder 17. Jahrhundert stammen. Der 18,7 Meter hohe Bergfried, der älteste Teil der Burg, wurde in der Renaissancezeit umgestaltet, dabei wurden mehrere Gewölbedecken neu eingezogen. An den Bergfried wurde im 16. Jahrhundert ein Palas angebaut. In der Vorburg befanden sich Wohn- und Werkstattgebäude der Untergebenen.

## Standort
Die Burg befindet sich im Nordosten des Ortes Ligist auf einer auf drei Seiten steil abfallenden und mit Gras bewachsenen Rückfallkuppe. Diese ist ein südöstlicher Ausläufer des Wartensteins und des Ligistberges und erhebt sich über das Ligisttal. Das Burgplateau liegt gut 40 Meter über dem Ligister Ortszentrum. Im Norden wird das Burgplateau vom Tuschbach und im Süden vom Marktbachl begrenzt. Die Hänge dieses Bergrückens wurden teilweise künstlich geböscht, der Burgzugang erfolgte von Nordwesten und war durch einen Graben gesichert. Durch das Tal verlief die alte Handelsstraße vom Kainachtal über die Hebalm nach Kärnten, auf der vor allem Wein transportiert wurde.

## Geschichte

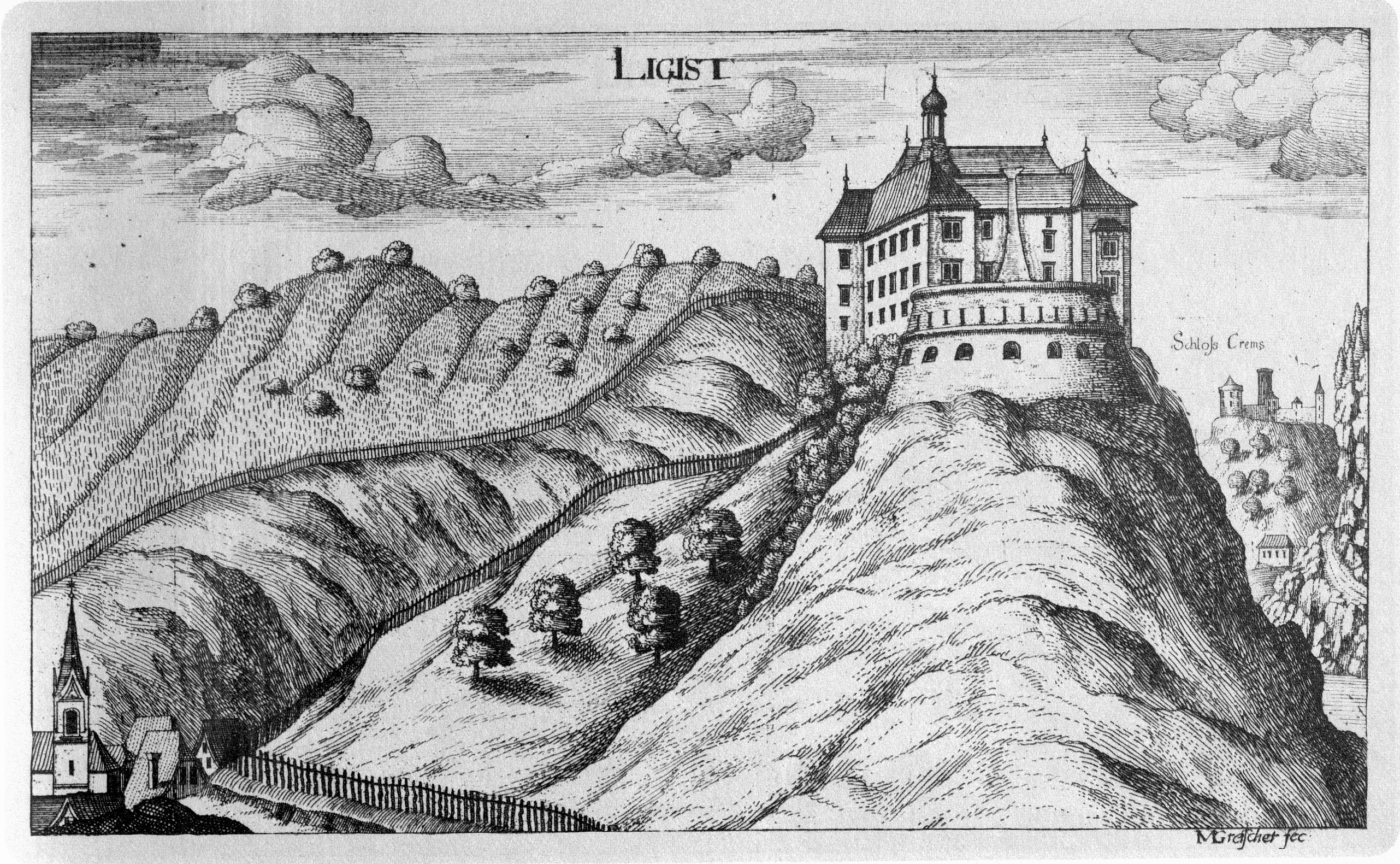
Kupferstich der Burg Ligist aus Vischers Topographia Ducatus Styriae, 1681.

Kaiser Otto III. schenkte dem Markgrafen Adalbero von Eppenstein im Jahr 1000 Landbesitz im Gebiet der heutigen Gemeinde Ligist. Dieses Gebiet kam teilweise an die Aribonen, die den Ligisterwald 1175 dem Stift Rein schenkten, und schließlich über eine Erbschaft in den Besitz der mit den Eppensteinern verwandten Herren von Wildon. Die Burg wurde vermutlich gegen Ende des 12. Jahrhunderts errichtet, um die umliegende Gegend sowie die vom Kainachtal über den Aiblwirt auf die Hebalm und dann weiter nach Kärnten verlaufende Handelsstraße mit dem Weintransport zu schützen. Bauherren könnten Dienstmannen der Eppensteiner gewesen sein, die von der Dietenburg am gegenüberliegenden Dietenberg dorthin übersiedelten.
Der erste urkundliche Nachweis eines Burgherren stammt aus dem Jahr 1222 und nennt einen Ulrich de Lubgast, der auf der „Veste Lubgast“ seinen Ansitz hatte. Die Lubgaster waren ein Ministerialengeschlecht und Gefolgsleute der Herren von Wildon. Im 13. Jahrhundert wurde der Wehrbau ausgebaut und erweitert. Der 1261 genannte Ulrich von Ligist und sein gleichnamiger Sohn oder Enkel verkauften in den Jahren 1292 und 1353 Besitzungen um Ligist an das Stift Rein. Um 1300 erwarben die mit den Lubgastern verwandten Herren von Saurau Besitzrechte an der Burg sowie der Herrschaft und um 1355 erhielt Starchant von Saurau die „vest ze Lubgast“ als freies Eigen. Das erst kurz vor 1478 erloschene Geschlecht der Lubgaster verlegte ab etwa 1320 seinen Wohnsitz auf die Hohenburg. Die Bezeichnung „vest“ deutet auf einen vollständigen Burgausbau mit Wohnturm zu jener Zeit hin. Zwischen 1370 und 1387 ist ein Albel der Gugel belegt, der vermutlich als Burgpfleger den Freiherren von Saurau diente.
Im Jahr 1542 hatte die Herrschaft Ligist mehr als 200 Bauern als Untertanen. Unter Franz von Saurau bekannten sich ab etwa der Mitte des 16. Jahrhunderts die Bewohner von Ligist sowie die dazugehörige Herrschaft zum Protestantismus; die Burgkapelle wurde als protestantisches Bethaus umfunktioniert. Der Burgherr bat den damaligen Abt des Stiftes St. Lambrecht solange mit der Neubesetzung der offenen Pfarrstelle in Ligist zu warten, bis der Sohn des zuvor verstorbenen protestantischen Pfarrers Christof Hayden sein Studium abgeschlossen hatte. Der Sohn erhielt die Pfarrstelle im Jahr 1555 und nach 1564 schickte das Stift St. Lambrecht einen neuen katholischen Pfarrer nach Ligist, der jedoch von Franz von Saurau abgelehnt wurde. Mit Christof Stober kam kurz darauf wieder ein neuer katholischer Pfarrer nach Ligist, der aber in der Bevölkerung unbeliebt war; daraufhin setzte Franz von Saurau eigenmächtig einen protestantischen Pfarrer ein. Ab 1594 erhielt Franz von Sarau mehrere landesfürstliche Befehle, den protestantischen Pfarrer abzusetzen, die er ignorierte. 1599 griff auch der Abt von St. Lambrecht ohne Erfolg ein. Im Spätherbst 1599 zwang eine Reformkommission in Begleitung von kaiserlichen Truppen Franz von Saurau schließlich, den Pfarrer abzusetzen. Die Soldaten richteten bei ihrem Eingreifen zum Teil große Schäden an der Burg an und die Bewohner kehrten zur katholischen Kirche zurück. Die alte Burgkapelle wurde als Bethaus aufgelassen und man begann die Einrichtung einer neuen, der heiligen Maria geweihten Burgkapelle im darüberliegenden Stockwerk. Ein Inventar aus dem Jahr 1620 listet insgesamt 22 Zimmer, Vorräume und Kammern in der Burg auf und in Schätzungen der Jahre 1669 und 1725 wird eine Alchemistenstube zur Herstellung von Gold erwähnt. Ein Teil der Burg sowie die Rüstkammer brannten 1621 ab, wurden aber kurze Zeit danach von Karl von Saurau erneuert. Unter Karls Sohn Rudolf begannen die Schulden der Herrschaft zu wachsen und die Verschuldung stieg im Laufe des 18. Jahrhunderts weiterhin stark an. Trotzdem blieb die Herrschaft bis zum Aussterben der Familie Saurau in der zweiten Hälfte des 19. Jahrhunderts im Besitz der Burg. Ab 1783 wohnten die Saurau aber nicht mehr dort, sondern in dem von ihnen zum Schloss Ligist ausgebauten Meierhof am unteren Teil des Burghügels.
Bis in das erste Viertel des 19. Jahrhunderts lässt sich der von den Saurau gepflegte Brauch des Robotmahles zurückverfolgen. Es wurde von den Burgherren zum Gedenken an die geleistete Robotarbeit jedes Jahr am 29. Juni, dem Gedenktag der Heiligen Peter und Paul, in der Burg abgehalten. Die Männer der Herrschaft wurden bewirtet und soweit bekannt, durften die Frauen die verbliebenen Essensreste einsammeln. Im 18. Jahrhundert gehörten 385 Häuser in 44 Orten sowie fünf Ämter und die Vogteien über die Kirchen Ligist, Modriach, Pack und Stallhofen zur Herrschaft Ligist. Die Gebiete um das heutige Ligist sowie Modriach und Pack gehörten zum Werbbezirk der Burg.
Aus dem Jahr 1797 ist bekannt, dass die Burggebäude bereits schwere Schäden aufwiesen und die Burgkapelle ganz verfallen war. Als die Franzosen unter Napoleon Bonaparte im Jahr 1805 in die Steiermark kamen, kam vom Palais Saurau in Graz die Weisung, die französischen Truppen seien zu verpflegen, falls sie in Ligist einmarschierten. Im Dezember 1805 quartierten sich mehrere französische Kompanien für kurze Zeit im Ort Ligist und auf der Burg ein. Als sich im Winter 1809/10 erneut französische Truppen auf der bereits baufälligen Burg einquartierten, zerstörten sie die Anlage weiter. Die Soldaten verheizten die restliche Inneneinrichtung, die Fußböden und Teile des Dachstuhles. Im Jahr 1818 wurde die Burg als Ruine bezeichnet und als 1820 ein Teil des Bauwerkes einstürzte, wurde es dem Verfall preisgegeben.
Über Anna Maria, die Frau von Zeno von Saurau, erbten 1870 die Grafen von Goess die Burg mitsamt der Herrschaft. Von ihnen ging das Gut 1928 an den Souveränen Malteserorden, in dessen Besitz es sich noch befindet. Der Burgverein Ligist begann mit finanzieller Unterstützung des Malteserordens und der Gemeinde ab 1975 mit der Instandsetzung der Burganlage. Zwischen 1975 und 1985 wurden umfangreiche Sicherungsarbeiten an den Mauern der Ruine durchgeführt, der Bergfried wurde überdacht und die Bogenbrücke über den Ringgraben erneuert. Im Winter 1998/99 wurde die Ruine gegen weiteren Verfall gesichert, das Burgareal von Schuttablagerungen und Bewuchs befreit und der zugewachsene Graben wieder freigelegt. Im Sommer 1999 sicherte eine Baufirma die einsturzgefährdeten Mauern. Von 2001 bis zur Auflösung des Burgvereins im Jahr 2011 wurden weitere Sanierungs- und Sicherungsarbeiten an den Burgmauern durchgeführt. Das Burgareal wird seit 2011 von der Gemeinde als Veranstaltungsort der Weihnacht auf der Burg, eines Weihnachtsmarktes, genutzt.

## Beschreibung

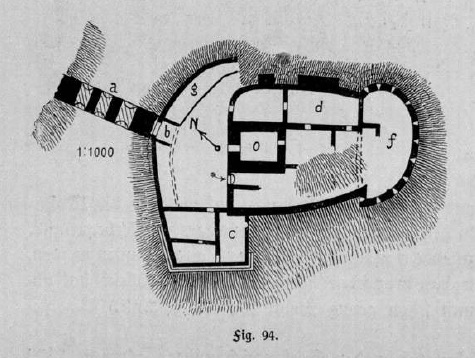
Grundriss der Burg Ligist aus Otto Pipers Österreichische Burgen, 1907

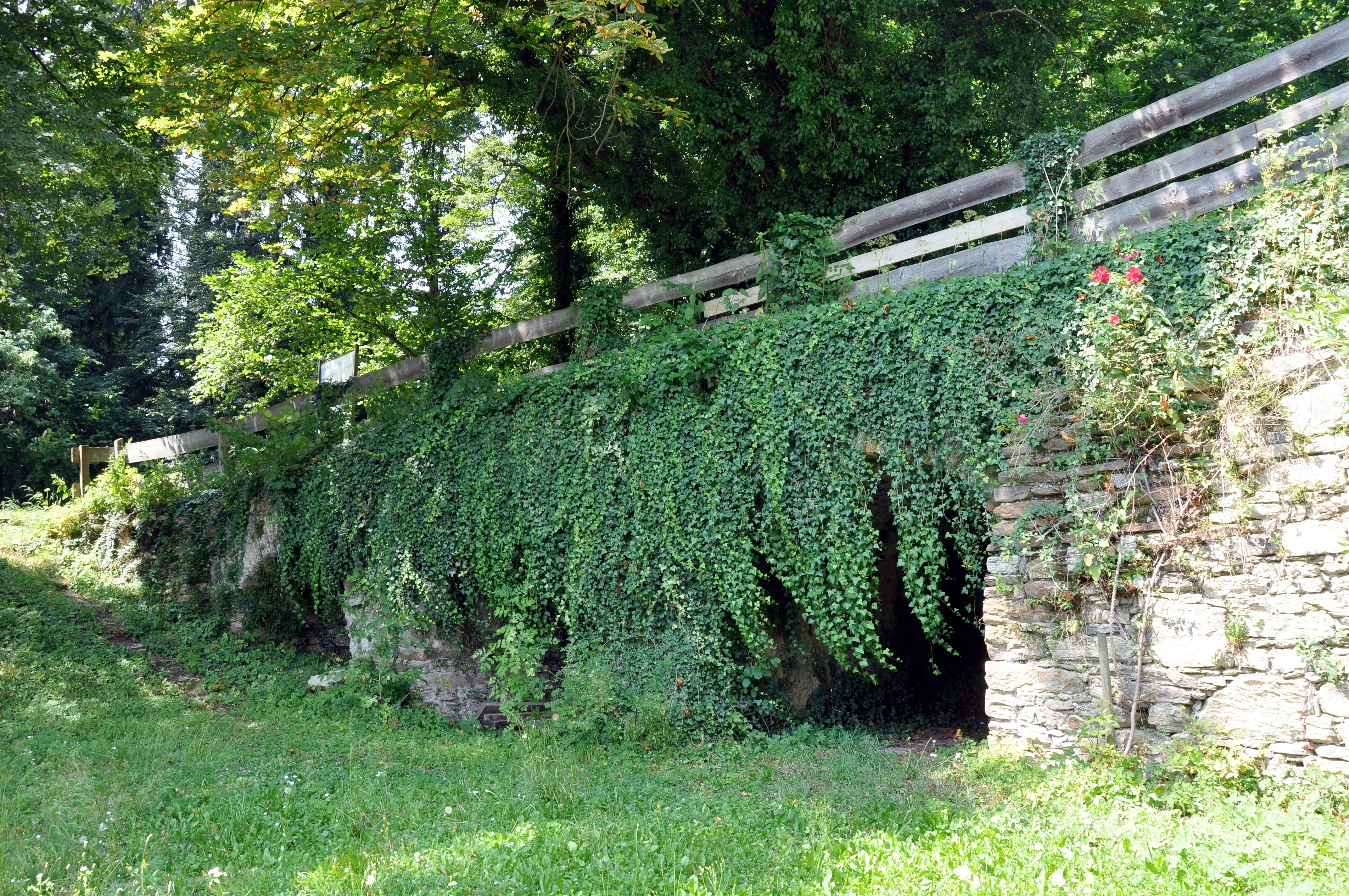
Die steinerne Bogenbrücke, welche über den Ringgraben führt.

Die Burg Ligist wurde zumindest in drei klar voneinander unterscheidbaren Phasen errichtet, eine vierte Bauphase ist aber möglich. In der ersten Bauphase im späten 12. oder frühen 13. Jahrhundert wurde die Hochburg mit dem Bergfried errichtet, während die Ringmauer aus der zweiten Bauphase zu Beginn des 14. Jahrhunderts stammen dürfte. Vermutlich an der Wende vom 15. zum 16. Jahrhundert wurden einige Wohngebäude im östlichen Teil des Burghofes errichtet und der Bergfried umgestaltet. In der letzten Bauphase im 16. oder 17. Jahrhundert wurde ein Kanonenrondell im Südosten der Anlage errichtet.

### Burgzugang
Der Zugang zur Burgruine erfolgt von Nordwesten über eine steinerne Bogenbrücke, die über einen Ringgraben führt und am Ende des 17. Jahrhunderts die Zugbrücke ersetzte. Der den nördlichen, östlichen und südlichen Teil der Burganlage umgebende Ringgraben war großteils mit Schutt verfüllt und wurde vom örtlichen Burgverein wieder ausgehoben. Der einstige Burgwall schließt an den Ringgraben an und ist nur noch teilweise erkennbar. Auch die zu Beginn des 14. Jahrhunderts errichtete Ringmauer im Norden und Süden der Burg ist größtenteils eingestürzt. Sie schließt an die nördliche Wand des Turmhauses an, ist von diesem aber durch eine Mauerfuge getrennt. Am nördlichen Ringmauerzug stammen Mauerfüße vermutlich aus der Zeit des Barocks.
Der Zugang zur Burg war bis zum Ende des 18. Jahrhunderts durch einen vorgebauten Turm und ein Torhaus geschützt. Im Torhaus befand sich eine im Jahr 1636 eingerichtete Marienkapelle. Der Torturm wurde bereits zu Beginn des 19. Jahrhunderts als stark verfallen bezeichnet. Im Vorhof befanden sich mehrere kleine Wohn- und Wirtschaftsgebäude für das Gesinde und ein Brunnen.

### Wohngebäude
Die heute nur als Reste erhaltenen kleinen Wohn- und Wirtschaftsgebäude im Osten des Hofes hinter dem ehemaligen Torturm dürften auf die Wende vom 15. zum 16. Jahrhundert zurückgehen. Beim Bau wurden neben Bruchsteinen auch Ziegel verwendet. Im Südosten wurde die Burg durch ein im 16. oder 17. Jahrhundert errichtetes, der Hochburg etwas tiefer vorgelagertes, halbkreisförmiges Kanonenrondell geschützt, dessen Reste noch erkennbar sind.

### Hochburg
Die Hochburg im östlichen Teil der Anlage gilt als ältester Burgteil. In der nördlichen Ecke des inneren Hofes befindet sich der relativ gut erhaltene fünfgeschoßige Bergfried, der aus dem späten 12. oder frühen 13. Jahrhundert stammt und auch als Wohnturm gedient hat. Er besteht größtenteils aus lagerhaftem Bruchsteinmauerwerk mit durch Quader verstärkten Gebäudekanten, die Südseite im Bereich des Erd- und ersten Obergeschoßes auch aus einfachem Quadermauerwerk. Während der Renaissance wurde der Bergfried umgebaut.

### Bergfried

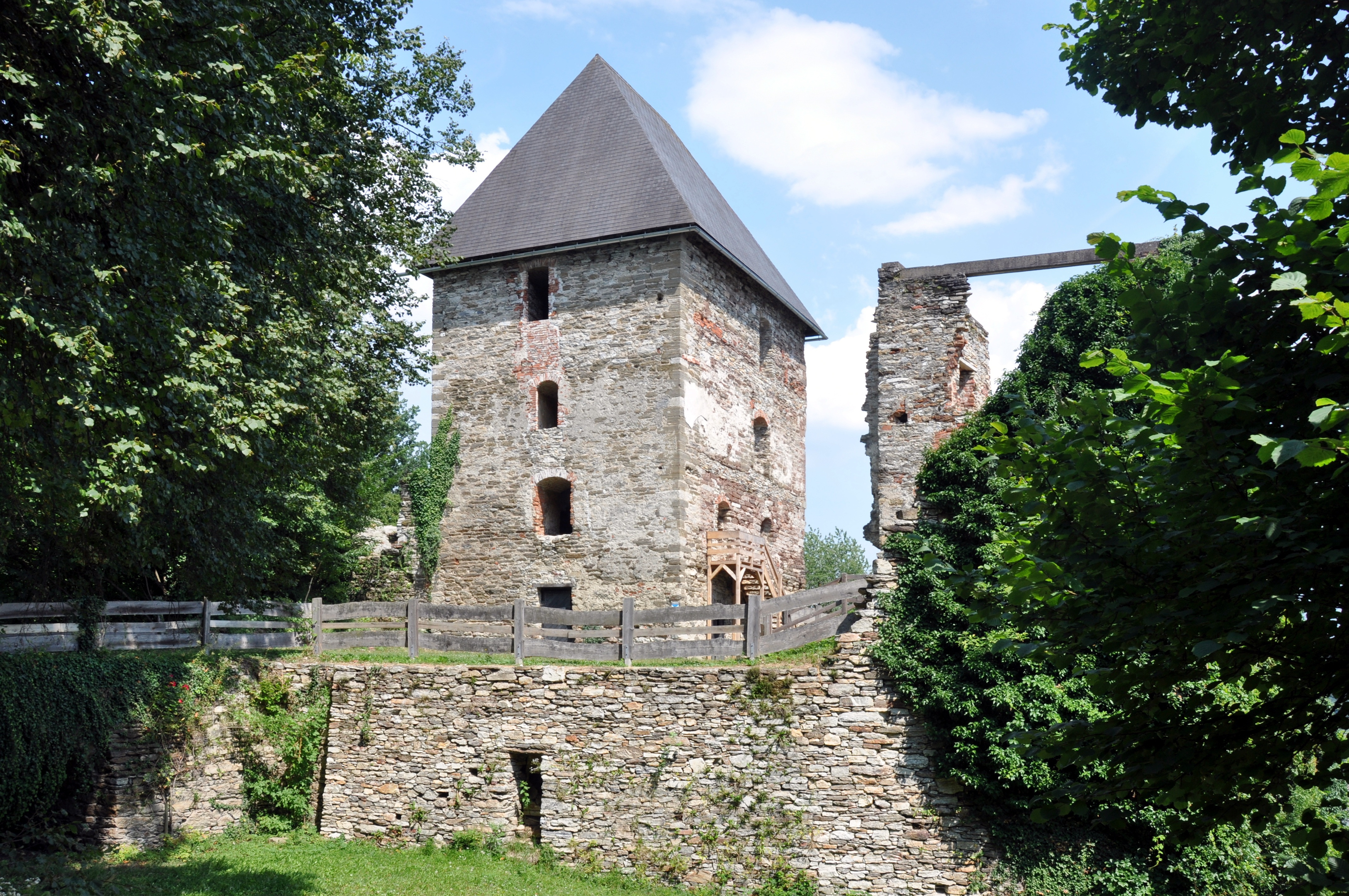
Der Bergfried der Burg.

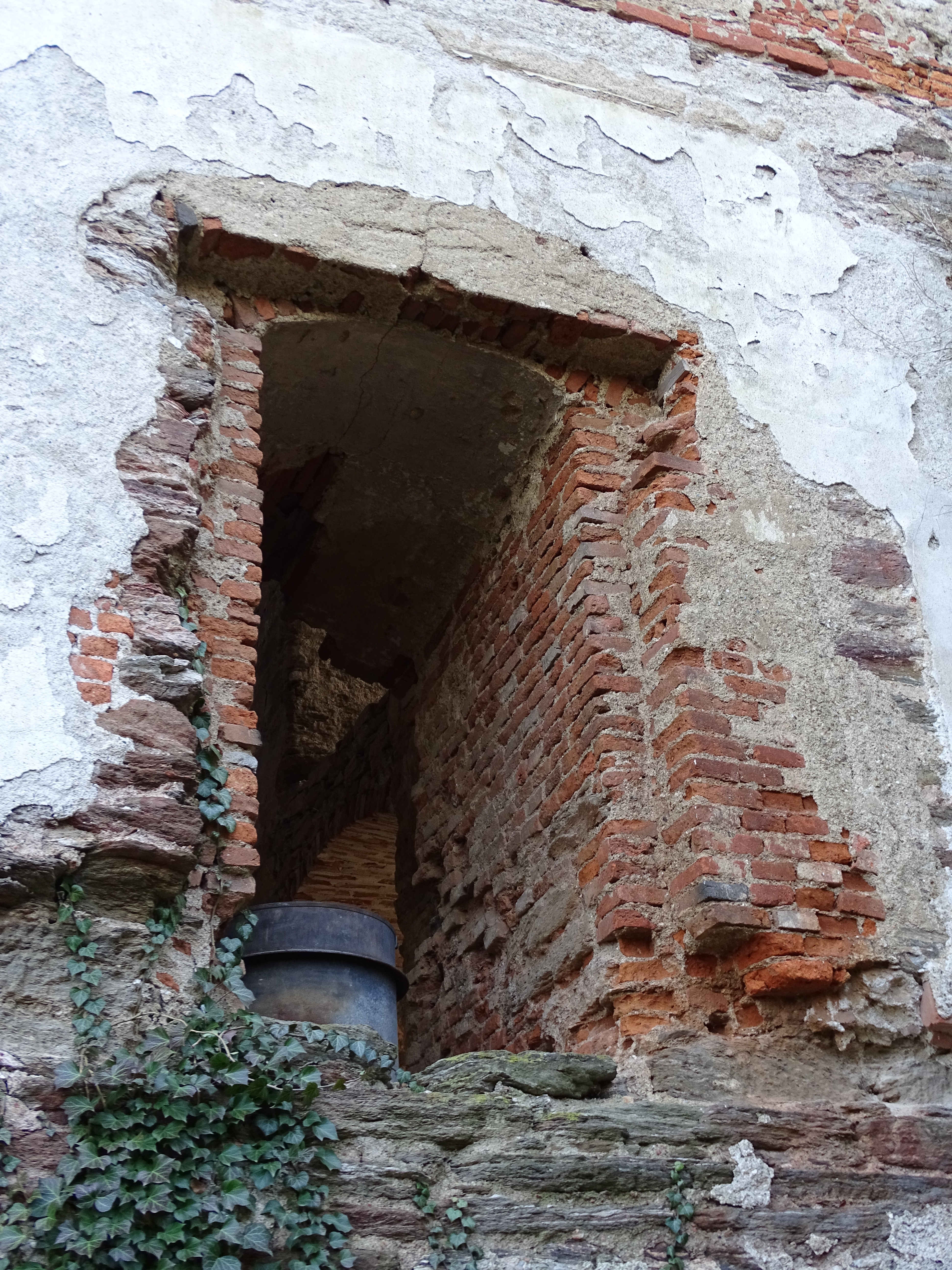
Eine der Öffnungen im ersten Obergeschoß an der Nordseite des Bergfriedes. Man kann die Stärke der hier etwa 2,1 Meter dicken Mauer erkennen.

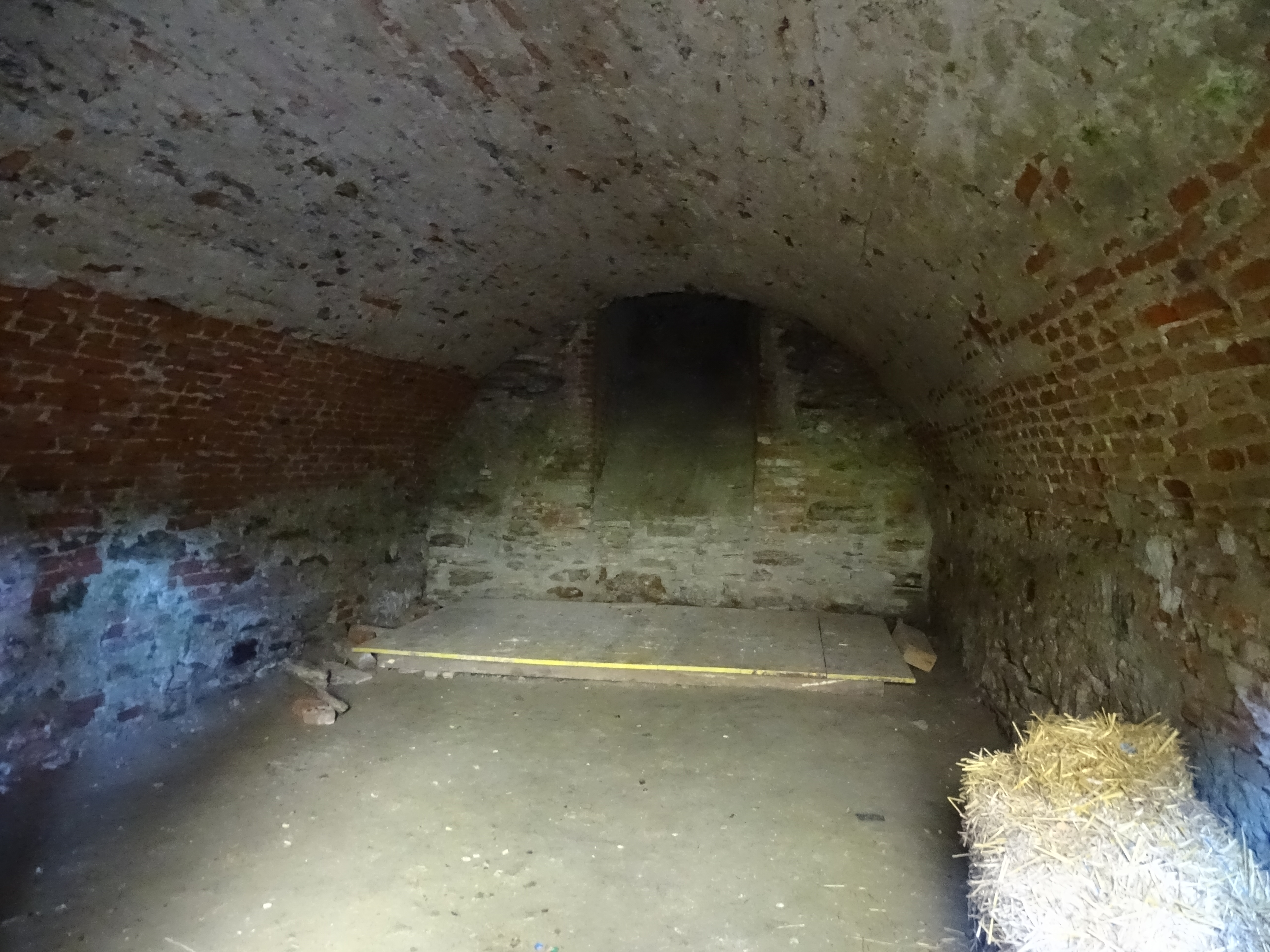
Der fensterlose und tonnengewölbte Keller des Bergfriedes.

Der 12 Meter lange, 9,6 Meter breite und 18,7 Meter hohe Bergfried erhebt sich 15,2 Meter über das heutige Burgniveau und wurde in einem einzigen Zug errichtet. Das streng lagenhafte Mauerwerk besteht aus quaderartig behauenen Steinen und weist keine Ausgleichschichten auf. Die Eckquaderungen sind behauen und etwas dunkler gefärbt als der Rest des Mauerwerkes. Die Mauer hat im Erdgeschoß des Bergfriedes eine Stärke von 2,2 bis 2,5 Metern. An der Außenseite wurden in der Renaissancezeit Vertiefungen für die Balkendecken der an den Bergfried angebauten Gebäude und Türöffnungen zum Palas  freigestemmt, die heute zugemauert sind. Im 20. Jahrhundert wurde ein breiter Riss im Mauerwerk der Obergeschoße verschlossen, die verfallene Mauerkrone wurde aufgemauert und mit einem flachen Betonkranz versehen, der als Auflage für das neue Dach dient. Das mit Faserzementplatten gedeckte Dach des Bergfriedes des Jahres 1975 wurde vom Burgverein gefertigt. Die meisten der ursprünglich mittelalterlichen Schlitzfenster des Bergfriedes wurden vermutlich im 15. oder 16. Jahrhundert zu Rechteckfenstern vergrößert. Während der Sanierungsarbeiten im 20. Jahrhundert wurden bei einigen Fenstern aber auch an Öffnungen, die ursprünglich keine Fenster waren, nicht originalgetreue Stürze eingebaut. Der ursprüngliche Hocheingang zum Bergfried befand sich an dessen Nordseite im ersten Obergeschoß.
Der fensterlose Keller hat ein Tonnengewölbe aus Ziegeln vermutlich aus dem 20. Jahrhundert, auch die zwei Öffnungen des Raumes sind nicht mittelalterlich, sondern jünger. Ursprünglich erfolgte der Zugang vermutlich durch eine Deckenöffnung aus dem Erdgeschoß. Das früher ebenfalls von außen nicht zugängliche Erdgeschoß hat ein während der Renaissance oder etwas früher eingezogenes Tonnengewölbe mit Stichkappen sowie eine hofseitige Fensteröffnung mit teilweise mittelalterlichem Gewände. Die Tür im Osten des Erdgeschoßes wurde als Verbindung zum angebauten Palas durchbrochen. An den Ansätzen der Stichkappen befinden sich noch Reste des mittelalterlichen Putzes. An der nördlichen Mauer findet man mehrere etwa 5 Zentimeter breite Rüstlöcher, welche teilweise auch noch Reste der Rüsthölzer enthalten. Neben der Fensteröffnung befindet sich eine gemauerte Wandnische. Das erste Obergeschoß hatte ursprünglich ein starkes romanisches Tonnengewölbe, welches während der Renaissance durch eine auf Konsolen ruhende Decke ersetzt wurde, von der nur mehr die Ansätze erkennbar sind. Der ursprüngliche Hocheingang zum Bergfried führte in dieses Geschoß. Ein romanisches Rundbogenfenster mit beidseitiger trichterförmiger Laibung an der Ostseite des Raumes könnte auf eine ehemalige Kapelle hinweisen. Zwei Türen führten in den angebauten Palas, von denen eine zum Großteil wieder vermauert wurde. Vom ersten Obergeschoß führte eine in die dort etwa 2,1 Meter dicke Mauer eingelassene, rund einen halben Meter breite und steile Treppe mit rund 25 Stufen in das zweite Obergeschoß. Sie wurde bei der Umgestaltung des Bergfrieds verschüttet und zugemauert. Am Zugang der Treppe sind ebenfalls Putzreste erhalten geblieben. Nach der Vermauerung der Treppe wurde am Einstieg ein Kachelofen platziert, dessen Fundament noch erkennbar ist. Für einen Kamin wurde ein Kanal in die Mauer gestemmt und durch eine dünne Wand aus Ziegeln verschlossen. Vermutlich zur Beheizung des Kamins von außen diente ein kleiner, in der Mauer liegender Raum, der auch von außen zugänglich war.
Im zweiten Obergeschoß erkennt man noch den Ausstieg der vermauerten Mauertreppe mit einer einfachen Steinplatte, die als Sturz dient. Ein einfaches, mittelalterliches Rechteckfenster wurde dort durch die etwa 2,2 Meter dicke Mauer gestemmt. Eine ebenfalls mittelalterliche Stichbogentür wurde spätestens nach dem Umbau in der Renaissancezeit nicht mehr genutzt, da durch den Einzug der Flachdecke im ersten Obergeschoß der Boden des zweiten Obergeschoßes um mehr als 2 Meter abgesenkt werden konnte um die Raumhöhe zu vergrößern und die Tür dadurch hinter einer Konsole verschwand. Während des Umbaues wurde eine auf eingemauerten Konsolen aus gelbem Sandstein mit aus Ziegeln gemauerten Wandvorlagen ruhende Decke eingezogen, die rund 1,3 Meter über der ehemaligen mittelalterlichen Deckenhöhe lag. Die Decke ist heute nicht mehr erhalten und die Konsolen wurden teilweise herausgerissen. Das dritte Obergeschoß hatte ursprünglich eine Balkendecke mit eingemauerten Balkenköpfen. An der Nordseite befinden sich zwei vermauerte und teilweise zerstörte einfache, aus groben Steinplatten geformte Rechteckfenster, die sich an der Außenseite zu Lichtschlitzen verjüngen. Das Fenster an der Ostseite entstand in neuerer Zeit, als ein Riss im Mauerwerk verschlossen wurde. Ebenfalls im Osten befindet sich ein vermauertes Stichbogenportal, dessen ursprüngliche Bedeutung unklar ist. Die Tür an der Nordseite stammt aus der jüngeren Vergangenheit und wurde vermutlich an der Stelle einer älteren Tür aus der Renaissancezeit eingebaut. An der südlichen Mauer liegen durch den Umbau vier grobe und abgeschlagene Konsolen etwa 2,2 Meter über dem heutigen Fußboden.
Der im 16. Jahrhundert errichtete Palas, der einen kleinen Arkadenhof umschloss, ist an den nordöstlichen Teil des Bergfrieds angebaut. Von den Arkaden sowie vom Treppenhaus im Hof sind nur Reste erhalten geblieben. Auf einem Kupferstich der Burg aus dem Jahr 1681 ist ein heute nicht mehr vorhandener Kamin erkennbar, der zu der 1669 und 1715 erwähnten Alchemistenküche gehört haben könnte.

## Sage
Nach einer Sage sollen im Jahr 1897 zwei Bauern in einer Juninacht an der Ruine der Burg vorbeigegangen sein. Vor der Ruine stand ein Kirschbaum mit reifen Früchten und die beiden Männer stiegen auf den Baum, um von den Kirschen zu essen. Während sie hinauf kletterten, schlug es Mitternacht und sie waren nicht in der Lage, eine einzige der Kirschen zu pflücken. Plötzlich flog funkensprühend und unter heftigem Rauschen ein glühender Schabbock aus der Burgruine und über den Kirschbaum in Richtung Dietenberg. Einer der Männer fiel vor Schreck vom Baum, während der andere auf dem Baum sitzen blieb und nach den Kirschen griff. Nach diesem Ereignis waren sie beide in der Lage, von den Früchten zu essen.